# 檜垣正已
檜垣 正已（ひがき まさみ、1937年 - ）は、日本の地方公務員。東京都福祉局長や、東京都財務局長を経て、東京都副知事を務めた。退任後、東京都歴史文化財団理事長、東京都慰霊協会会長など。

## 人物・経歴
1959年京都大学法学部卒業、東京都庁入庁。1970年大田区厚生部国民年金課長。1973年東京都総務局副主幹（局務担当）。1973年東京都総務局副主幹（都市提携担当）。1975年東京都人事委員会事務局試験室副室長。1986年東京都総務局学事部学事第二課長。1978年同局総務部文書課長。1980年同局人事部職員課長。1981年同局主幹（人事部職員課長事務取扱）。1982年同局主幹（局務担当）。1984年同局参事。1987年同局人事部長。1990年東京都建設局次長。1991年東京都多摩都市整備本部長。1992年東京都福祉局長。1993年東京都財務局長。1995年東京都副知事。1999年東京都歴史文化財団理事長。2002年東京国際交流財団理事長。2003年地方財政審議会委員、東京都人事委員会委員。2007年瑞宝中綬章受章。2013年東京都交友会会長。東京都慰霊協会会長なども務めた。

## 著書
- 『議会の権限』良書普及会 1970年
- 『地方自治法の要点』学陽書房 2012年